# 銭鎮漢
銭 鎮漢（チョン・ジンハン、1901年11月5日 - 1972年4月22日）は、韓国の労働運動家、政治家である。制憲および第2・3・5・6代国会議員、初代社会部長官。本貫は聞慶銭氏、号は牛村。
韓国の近代協同組合の先駆者である銭俊漢は兄。娘婿の鄭在哲と外孫の鄭文憲も元国会議員。

## 略歴
- 慶尚北道聞慶郡生まれ[1]（江原道高城郡生まれの説もある[4]）

### 学歴
- 東京・順天中学校卒
- 早稲田大学附属第1高等学院文科修業
- 早稲田大学政治経済学部経済学科卒

### 議員活動
- 制憲国会議員：（尚州乙）大韓労働総連盟
- 第2代国会議員：（釜山戊）大韓労働総連盟。52年2月5日の補欠選挙で当選。
- 第3代国会議員：（釜山乙）無所属
- 第5代国会議員：（鍾路甲）無所属。1960年10月10日の補欠選挙で当選
- 第6代国会議員：（鍾路）民政党。1967年3月14日議員資格喪失

出典：大韓民国憲政会及び역대 국회의원 명단（歴代国会議員名簿）。括弧は当選した選挙区

### 経歴
- 全国協同組合総本部委員長
- 1945年、大韓独立促成国民会全国青年総連盟組織委員長
- 1945年、大韓独立促成全国労働総同盟委員長
- 33人民族代表団員
- 1946年、初代大韓独立促成全国労働総同盟（大韓労総）委員長
- 1955年、労農党党首
- 第3代大統領選挙（1956年）にて大韓労総から副統領候補として立候補したが6位（30万1千票）で落選。
- 1960年、韓国社会党結成
- 1963年8月1日、ソウル市民会館で、国民の党創党発起人大会が開かれ、参席した[5]。この日行われた大会では、金炳魯民政党代表委員、許政新政党委員長、李範奭民友党顧問を党共同代表に据え、金度演、李仁（以下、民政党）、李應俊（新政党）、安浩相（民友党）を党指導委員に選出した[6]。
- 1965年、民政党副総裁、民衆党指導委員および運営委員
- 第6代大統領選挙（1967年）にて韓国独立党から出馬し、5位で落選

## 人物略伝
己未育英会の選抜で日本内地へ留学中の1926年6月、留学生を中心に「協同組合運動社」を組織した。そして協同組合運動の理論研究に取り組む傍らで、朝鮮に宣伝隊を派遣して組織作りに取り組んだ。1927年1月、彼の実兄である銭俊漢によって慶尚北道尚州咸昌面に「咸昌協同組合」が設立され、全国各地に同様の組織が相次いで設立された。28年に帰国後、彼は「協同組合運動社」本部をソウルに移して協同組合運動に取り組む始めたが、同年、治安維持法違反で逮捕され、2年間服役した。出獄後に咸鏡南道甲山郡に学校の教員として赴任したが、不穏分子として追放され、その後も数回にわたって拘禁され、1945年8月の解放まで金剛山、五台山などで隠遁生活をした。解放後、ソウルに戻って「協同組合社」を再建、委員長に就任した。翌46年には大韓労働総連盟委員長に就任、48年の制憲議会選挙に出馬して当選を果たし国会議員となり、以後通算5期務めた。48年8月に大韓民国政府が発足すると、社会部（現大韓民国保健福祉部）の初代長官に就任した。1949年にロンドンで開催された国際自由労働組合総連盟発足大会に参加し、理事に選出、同時に同連盟のアジア地区副議長にも選ばれた。1951年12月、釜山の朝鮮紡織争議により李承晩と決別した。1955年には労農党を、60年には韓国社会党を結成するなど、韓国労働運動の先駆者、進歩主義政治家として活動した。